# Тунтутуліак (Аляска)
Тунтутуліак (англ. Tuntutuliak) — переписна місцевість (CDP) в США, в окрузі Бетел штату Аляска. Населення — 469 осіб (2020).

## Географія
Тунтутуліак розташований за координатами 60°24′44″ пн. ш. 162°40′8″ зх. д. / 60.41222° пн. ш. 162.66889° зх. д. (60.412291, -162.668760).  За даними Бюро перепису населення США в 2010 році переписна місцевість мала площу 300,92 км², з яких 300,30 км² — суходіл та 0,63 км² — водойми.

## Демографія
Згідно з переписом 2010 року, у переписній місцевості мешкало 408 осіб у 96 домогосподарствах у складі 81 родини. Густота населення становила 1 особа/км².  Було 106 помешкань (0/км²).
Расовий склад населення:
| - 95,8 % — корінних американців - 2,9 % — білих |

До двох чи більше рас належало 1,2 %. Частка іспаномовних становила 0,0 % від усіх жителів.
За віковим діапазоном населення розподілялося таким чином: 44,9 % — особи молодші 18 років, 48,0 % — особи у віці 18—64 років, 7,1 % — особи у віці 65 років та старші. Медіана віку мешканця становила 21,4 року. На 100 осіб жіночої статі у переписній місцевості припадало 112,5 чоловіків;  на 100 жінок у віці від 18 років та старших — 106,4 чоловіків також старших 18 років.
Середній дохід на одне домашнє господарство  становив 44 336 доларів США (медіана — 36 750), а середній дохід на одну сім'ю — 46 525 доларів (медіана — 37 500). За межею бідності перебувало 42,0 % осіб, у тому числі 55,1 % дітей у віці до 18 років та 13,7 % осіб у віці 65 років та старших.
Цивільне працевлаштоване населення становило 118 осіб. Основні галузі зайнятості: транспорт — 22,0 %, роздрібна торгівля — 21,2 %, освіта, охорона здоров'я та соціальна допомога — 19,5 %.